# 京都府道523号福知山停車場篠尾線
京都府道523号福知山停車場篠尾線（きょうとふどう523ごう ふくちやまていしゃじょうさそおせん）は、京都府福知山市を通る一般府道である。

## 概要
福知山市末広町1丁目から福知山市字篠尾に至る。
福知山市街地から国道9号へ貫ける道として重要な府道である。

### 路線データ
- 起点：福知山市末広町1丁目（駅前交差点、京都府道24号福知山停車場線起点）
- 終点：福知山市字篠尾（下篠尾交差点、国道9号交点）
- 総延長：1.2 km

## 路線状況

### 道路施設

#### 橋梁
- 川尻橋（弘法川、福知山市）
- 広小路大橋（京都丹後鉄道宮福線・山陰本線、福知山市）

## 地理

### 通過する自治体
- 福知山市

### 交差する道路
| 交差する道路                                       | 交差する場所 | 交差する場所        |
| -------------------------------------------------- | ------------ | ------------------- |
| 京都府道24号福知山停車場線                         | 末広町1丁目  | 駅前交差点 / 起点   |
| 国道9号 / 福知山道路 国道175号 重複 国道176号 重複 | 字篠尾       | 下篠尾交差点 / 終点 |

### 交差する鉄道
- 京都丹後鉄道宮福線
- 山陰本線

### 沿線
- JR西日本山陰本線・福知山線・京都丹後鉄道宮福線 福知山駅
- 京都ルネス病院
- 日本通運舞鶴支店福知山事業所末広倉庫
- 京都府福知山総合庁舎
- 市立福知山市民病院